# Adromischus leucophyllus
Adromischus leucophyllus és una espècie de planta suculenta del gènere Adromischus, que pertany a la família Crassulaceae.

## Taxonomia
Adromischus leucophyllus Uitewaal va ser descrita per Antonius Josephus Adrianus Uitewaal i publicada al National Cactus and Succulent Journal 9: 58. 1954.